# Asbecesta polita
Asbecesta polita es un coleóptero de la familia Chrysomelidae. Fue descrita científicamente por primera vez en 1899 por Jacoby.